# Азербайджанфильм
«Азербайджанфильм» имени Джафара Джаббарлы (азерб. Azərbaycanfilm) — азербайджанская киностудия художественных, мультипликационных и документальных фильмов.

## История
В конце XIX века фотограф и кинооператор Александр Мишон являлся создателем в Баку научного фото кружка и фотоателье.
4 июля 1920 года издаётся декрет № 71 Совета Народных Комиссаров «О национализации кинематографических предприятий и кинематографического материала». В 1920 году при Народном Комиссариате просвещения Азербайджанской ССР создан подотдел искусств. В составе Комиссариата культуры создаётся кино-фотоотдел.
28 апреля 1923 года создаётся кино-фотоуправление, впоследствии переименованное в «Азербайджанфильм», и 1-я государственная кинофабрика.

### История наименований
- «Азербайджанское фото-киноуправление» (1923—1926)
- «Азгоскино» (1926—1930)
- «Азеркино» (1930—1934)
- «Азгоскинпром» (1934)
- «Азерфильм» (1935—1939)
- «Бакинская киностудия» (1939—1959)
- С 1960 года — «Азербайджанфильм» имени Джафара Джаббарлы[1].

В разные времена на киностудии снимались как документальные фильмы (например: «Покорители моря»), так и известные музыкальные фильмы, как: «Аршин Мал-Алан (1945)», «Аршин Мал-Алан (1965)», «Бахтияр, или Любимая песня», «Где Ахмед?», «Улдуз», «Не бойся, я с тобой!», «Не та, так эта», «Ритмы Апшерона», прочие художественные фильмы разных жанров,  такие как: «Двадцать шесть комиссаров», «Допрос», «Другая жизнь», «Перед закрытой дверью», «Частный визит в немецкую клинику», «Чёртик под лобовым стеклом» и другие, а также выпуски киножурналов «Мозалан» и «Фитиль».

## Деятельность
В связи с 90-летием киностудии азербайджанский телеканал «Space» организовал показ фильмов, снятых в различные годы на ней.
В мае 2013 года на кинофестивале в Каннах был открыт собственный павильон.

В 2013 году на киностудии было снято 2 полнометражных и 8 короткометражных фильмов. С 2013 года также Азербайджанфильм организовал прокат фильмов в регионах Азербайджана.
Перед зданием киностудии поставлен памятник Джафару Джаббарлы работы Камала Алекперова.

## Фильмография
- См: Список фильмов студии «Азербайджанфильм»
- См: Список мультфильмов студии «Азербайджанфильм»